# Liga Światowa w Piłce Siatkowej 2007 (składy)
Składy drużyn Ligi Światowej siatkarzy 2007.

## Grupa A
Brazylia
Trener: Bernardo Rezende, II trener: Ricardo Tabach
Skład: 1. Bruno Mossa Rezende, 2. Marcelo, 3. Eder Carbonera, 4. André Heller, 5. Sidnei dos Santos Junior, 6. Samuel Fuchs, 7. Giba, 8. Murilo, 9. André, 10. Sérgio, 11. Anderson, 12. Nalbert Bitencourt, 13. Gustavo, 14. Rodrigão, 15. Roberto Minuzzi Jr, 16. Thiago Soares Alves, 17. Ricardo, 18. Dante, 19. Alan Barbosa Domingos
 Finlandia
Trener: Mauro Berruto, II trener: Pertti Honkanen
Skład: 1. Tapio Kangasniemi, 2. Joni Markkula, 3. Mikko Esko, 4. Antti Esko, 5. Antti Siltala, 6. Tuomas Sammelvuo, 7. Matti Hietanen, 8. Ilkka Sammelvuo, 9. Teppo Heikkilä, 10. Miika Heikkinen, 11. Olli-Pekka Ojansivu, 12. Olli Kunnari, 13. Mikko Oivanen, 14. Konstantin Shumov, 15. Matti Oivanen, 16. Urpo Sivula, 17. Tuukka Anttila, 18. Jukka Lehtonen, 19. Jarmo Kaaretkoski
 Kanada
Trener: Glenn Hoag, II trener: Chris Green
Skład: 1. Louis-Pierre Mainville, 2. Christian Bernier, 3. Daniel Lewis, 4. Pascal Cardinal, 5. Michael Munday, 6. Brock Davidiuk, 7. Josh Howatson, 8. Scott Koskie, 9. Paul Duerden, 10. Brett Youngberg, 11. Steve Brinkman, 12. Chris Wolfenden, 13. Mark Dodds, 14. Murray Grapentine, 15. Frederic Winters, 16. Nathan Toews, 17. Alexandre Gaumont Casias, 18. Nicholas Cundy, 19. Nikola Rosic
 Korea Płd.
Trener: Kim Ho-chul
Skład: 1. Kim Hak-min, 2. You Kwang-woo, 3. Kwon Young-min, 4. Moon Sung-min, 5. Yeo Oh-hyun, 6. Choi Tae-woong, 7. Ko Hee-jin, 8. Ha Hyun-yong, 9. Shin Young-soo, 10. Yun Bong-woo, 11. Lee Kyung-soo, 12. Song In-seok, 13. Park Chul-woo, 14. Kim Yo-han, 15. Kang Dong-jin, 16. Song Byung-il, 17. Ha Kyoung-min, 18. Shin Yung-suk, 19. Choi Bu-sik

## Grupa B
Francja
Trener: Philippe Blain, II trener: Olivier Lecat
Skład: 1. Xavier Kapfer, 2. Bojidar Slavev, 3. Gérald Hardy Dessources, 4. Antonin Rouzier, 5. Romain Vadeleux, 6. Jean-Philippe Sol, 7. Stéphane Antiga, 8. Ludovic Castard, 9. Frantz Granvorka, 10. Vincent Montmeat, 11. Loïc Le Marrec, 12. Florian Kilama, 13. Pierre Pujol, 14. Loic Geiler, 15. Guillaume Samica, 16. Toafa Takaniko, 17. Oliver Kieffer, 18. Jean-François Exiga, 19. Julien Lemay
 Japonia
Trener: Tatsuya Ueta, II trener: Yoshito Kubo
Skład: 1. Nobuharu Saito, 2. Hiroaki Kawaura, 3. Shinya Chiba, 4. Shunichi Shimano, 5. Hiroyuki Kai, 6. Ryuji Naohiro, 7. Takahiro Yamamoto, 8. Yusuke Imada, 9. Takaaki Tomimatsu, 10. Osamu Tanabe, 11. Yoshihiko Matsumoto, 12. Kota Yamamura, 13. Yuta Abe, 14. Ryu Morishige, 15. Katsutoshi Tsumagari, 16. Yusuke Ishijima, 17. Yu Koshikawa, 18. Kosuke Tomonaga, 19. Kunihiro Shimizu
 USA
Trener: Hugh McCutcheon, II trener: Ronald Larsen
Skład: 1. Lloy Ball, 2. Sean Rooney, 3. James Polster, 4. Richard Brandon Taliaferro, 5. Richard Lambourne, 6. Phillip Eatherton, 7. David Lee, 8. William Priddy, 9. Ryan Millar, 10. Riley Salmon, 11. Brook Billings, 12. Thomas Hoff, 13. Clayton Stanley, 14. Kevin Hansen, 15. Gabriel Gardner, 16. David McKienzie, 17. Delano Thomas, 18. Nils Nielsen, 19. Nikola Rosic
 Włochy
Trener: Gianpaolo Montali, II trener: Mario Motta
Skład: 1. Luigi Mastrangelo, 2. Manuel Coscione, 3. Simone Parodi, 4. Marco Nuti, 5. Giordano Mattera, 6. Alessandro Farina, 7. Alessandro Paparoni, 8. Alberto Cisolla, 9. Cristian Savani, 10. Luca Tencati, 11. Mauro Gavotto, 12. Matteo Martino, 13. Lorenzo Perazzolo, 14. Alessandro Fei, 15. Andrea Semenzato, 16. Cristian Casoli, 17. Andrea Sala, 18. Matej Cernic, 19. Cosimo Marco Piscopo

## Grupa C
Egipt
Trener: Grzegorz Ryś, II trener: Zakaria Ahmed
Skład: 1. Hamdy Awad, 2. Abdalla Ahmed, 3. Mohamed Gabal, 4. Ahmed Abd Elnaeim, 5. Abdellatif Ahmed, 6. Wael Al Aydy, 7. Ashraf Abouel Hassan, 8. Saleh Youssef, 9. Mohamed El Mahdy, 10. Mahmoud Abdel Aziz, 11. Mohamed Elnafrawy, 12. Mahmoud Ismail, 13. Mohamed Badawy, 14. Hossam Shaarawy, 15. Aly Elian, 16. Mohamed Seif Elnasr, 17. Mahmoud Abdelkader, 18. Mohamed El Daabousi, 19. Ahmed Elhefnawy
 Kuba
Trener: Orlando Samuel Blackwood, II trener: Idalberto Valdez Pedro
Skład: 1. Raidel Poey Romero, 2. Tomás Aldazabal M., 3. Jorge Luis Sánchez Salgado, 4. Yasser Portuondo, 5. Miguel A. Dalmau, 6. Keibir Gutierrez Torres, 7. Ariel Gil, 8. Pavel Pimienta Allen, 9. Michael Sánchez Bozhulev, 10. Rolando Jurquin Despaigne, 11. Yadier Sánchez Sierra, 12. Pedro Iznaga Ortiz, 13. Roberlandy Simón Aties, 14. Raydel Hierrezuelo Aguirre, 15. Oreol Camejo, 16. Raydel Corrales Pouto, 17. Odelvis Dominico Speek, 18. Yoandri Díaz Carmenate, 19. Fernandez Pedro Lopez
 Rosja
Trener: Władimir Alekno, II trener: Jurij Panczenko
Skład: 1. Aleksandr Korniejew, 2. Semen Połtawski, 3. Aleksandr Wołkow, 4. Taras Chtiej, 5. Pawieł Abramow, 6. Siergiej Grankin, 7. Aleksiej Kazakow, 8. Jurij Bierieżko, 9. Wadim Chamuckich, 10. Roman Daniłow, 11. Oleg Samsonyczew, 12. Aleksandr Janutow, 13. Aleksiej Ostapienko, 14. Aleksandr Abrosimow, 15. Maksim Tierieszyn, 16. Aleksiej Wierbow, 17. Jewgienij Matkowski, 18. Aleksiej Kuleszow, 19. Witalij Jewdoszenko
 Serbia
Trener: Igor Kolaković, II trener: Željko Bulatović
Skład: 1. Branimir Perić, 2. Dejan Bojović, 3. Novica Bjelica, 4. Bojan Janić, 5. Aleksandar Mitrović, 6. Nikola Kovačević, 7. Dragan Stanković, 8. Marko Samardzić, 9. Vlado Petković, 10. Nemanja Dukić, 11. Miloš Nikić, 12. Andrija Gerić, 13. Tomislav Dokić, 14. Ivan Miljković, 15. Saša Starović, 16. Ivan Ilić, 17. Dejan Radić, 18. Marko Podraščanin, 19. Nikola Rosić

## Grupa D
Argentyna
Trener: Jon Uriarte, II trener: Guillermo Orduna
Skład: 1. Marcos Milinkovic, 2. Gustavo Scholtis, 3. Diego Stepanenko, 4. Luciano De Cecco, 5. Anibal Gramaglia, 6. Santiago Orduna, 7. Ignacio Bernasconi, 8. Leandro Concina, 9. Lucas Chavez, 10. Rodrigo Aschemacher, 11. Franco Giachetta, 12. Martin Meana, 13. Pablo Bengolea, 14. Lucas Ocampo, 15. Rodrigo Quiroga, 16. Martin Hernandez, 17. José Luis Gonzalez, 18. Gaston Giani, 19. Facundo Santucci
 Bułgaria
Trener: Martin Stojew, II trener: Vladislav Todorow
Skład: 1. Georgi Bratojew, 2. Christo Cwetanow, 3. Andrej Żekow, 4. Bojan Jordanow, 5. Krasimir Gajdarski, 6. Matej Kazijski, 7. Nikołaj Nikołow, 8. Konstantin Mitew, 9. Metodi Ananiew, 10. Danaił Miluszew, 11. Władimir Nikołow, 12. Teodor Bogdanow, 13. Teodor Salparow, 14. Kostadin Stojkow, 15. Todor Aleksiew, 16. Vladislav Aleksandrow, 17. Płamen Konstantinow, 18. Iwan Zarew, 19. Władysław Iwanow
 Chiny
Trener: Zhou Jian’an, II trener: Xie Guochen
Skład: 1. Zhong Weijun, 2. Hu Song, 3. Cui Xiaodong, 4. Yuan Zhi, 5. Guo Peng, 6. Wang Haichuan, 7. Tang Miao, 8. Cui Jianjun, 9. Zhou Hong, 10. Li Chun, 11. Yu Dawei, 12. Shen Qiong, 13. Liang Chunlong, 14. Jiang Fudong, 15. Chu Hui, 16. Ren Qi, 17. Sui Shengsheng, 18. Fang Yingchao, 19. Xie Wenhao
 Polska
Trener: Raúl Lozano, II trener: Alojzy Świderek
Skład: 1. Grzegorz Pilarz, 2. Michał Winiarski, 3. Piotr Gruszka, 4. Daniel Pliński, 5. Paweł Zagumny, 6. Zbigniew Bartman, 7. Wojciech Grzyb, 8. Robert Prygiel, 9. Łukasz Żygadło, 10. Mariusz Wlazły, 11. Łukasz Kadziewicz, 12. Grzegorz Szymański, 13. Sebastian Świderski, 14. Łukasz Perłowski, 15. Piotr Gacek, 16. Krzysztof Ignaczak, 17. Michał Bąkiewicz, 18. Marcin Możdżonek, 19. Bartosz Kurek